# Carjacked - La strada della paura
Carjacked - La strada della paura (Carjacked) è un film del 2011 diretto da John Bonito.

## Trama
Il film tratta di una mamma con un figlio che ha lasciato il marito che era nell'esercito. Durante una sosta per comperare alcune pizze, un rapinatore di banche sequestra la mamma con il bambino. Il rapinatore è deciso a raggiungere il Messico, ma la madre cercherà di mettergli i bastoni tra le ruote durante il viaggio.

## Distribuzione
In Italia il film è stato distribuito direttamente per mercato home video dalla Minerva Pictures dal 25 luglio 2012.